# Tolox
Tolox és un poble de la província de Màlaga (Andalusia), que pertany a la comarca de la Sierra de las Nieves. Situat entre Alozaina i Coín, a la falda est de la Sierra de las Nieves, té un accés privilegiat a la Sierra de las Nieves, per una pista forestal que posteriorment es bifurca cap a Istán al sud i cap a Ronda al nord-oest.

## Turisme
El Balneari Tolox de presa d'aigües i vapors és molt indicat per a afeccions respiratòries i al·lèrgiques. S'obre des de l'1 de maig fins al 31 d'octubre.

## Història
Vila d'origen fenici, poblada en època romana i fortificada per Omar ibn Hafsún en 883 durant la rebel·lió contra el califat de Còrdova. Va ser reconquistada pels cristians en 1485.